# Inachevé...
 (mai 2017).
Si vous disposez d'ouvrages ou d'articles de référence ou si vous connaissez des sites web de qualité traitant du thème abordé ici, merci de compléter l'article en donnant les références utiles à sa vérifiabilité et en les liant à la section « Notes et références ».
Albums par Melissa M
Avec tout mon amour
(2007)
Singles
1. Jump [1]
Sortie : 9 novembre 2013
2. Plus haut [2]
Sortie : 2 juin 2017

Inachevé... est le second album de la chanteuse Melissa M parut le 2 juin 2017 chez Music Art Productions.

## Liste des titres
| No  | Titre                  | Auteur | Durée |
| --- | ---------------------- | ------ | ----- |
| 1.  | Plus haut              |        | 3:10  |
| 2.  | Je t'emmène            |        | 3:08  |
| 3.  | Plus fort que moi      |        | 3:29  |
| 4.  | Le monde est stone     |        | 3:40  |
| 5.  | Toi et moi             |        | 3:32  |
| 6.  | Boom Boom              |        | 3:15  |
| 7.  | Amour et Haine         |        | 3:50  |
| 8.  | Ne m’arrêtes pas       |        | 3:54  |
| 9.  | Jump [Ft. Jmi Sissoko] |        | 3:49  |
| 10. | Lui                    |        | 4:07  |
| 11. | Je veux pas être       |        | 4:00  |
| 12. | Rock Me                |        | 3:13  |

## Classements
| Pays     | Meilleure position | Semaines classées |
| -------- | ------------------ | ----------------- |
| France   |                    |                   |
| Belgique |                    |                   |
| Suisse   |                    |                   |